# Loch Quoich
Loch Quoich (gael. Loch Chuaich) jest jeziorem znajdującym się na zachód od Loch Garry, 40 km od Fort William w Szkocji. Zasila wody jeziora Loch Garry.